# Gruby pies Mendoza
Gruby pies Mendoza (ang. Fat Dog Mendoza) – brytyjski serial animowany o przygodach pewnego psa o imieniu Mendoza i jego przyjaciela, Małego Zielonego Mściciela. Jest to wspólna produkcja Sunbow Entertainment i Cartoon Network Europe.

## Odcinki

### Spis odcinków
| Nr             | Polski tytuł                         | Angielski tytuł                |
| -------------- | ------------------------------------ | ------------------------------ |
|                |                                      |                                |
| SERIA PIERWSZA |                                      |                                |
|                |                                      |                                |
| 01             | Jasna strona księżyca                | Bright Side of the Moon        |
|                |                                      |                                |
| 02             | Zdradzony gruby pies                 | Forgotten Fat Dog              |
|                |                                      |                                |
| 03             | Walka o moc                          | Power Play                     |
|                |                                      |                                |
| 04             | I Ty, Mendozo?                       | Et Tu, Fat Dog?                |
|                |                                      |                                |
| 05             | Poszukiwacze przygód                 | Going the Distance             |
|                |                                      |                                |
| 06             | Cebulak i dinozaury                  | An Onion a Day                 |
|                |                                      |                                |
| 07             | Doktor Kanciasty                     | Gone Today, Gone Tomorrow      |
|                |                                      |                                |
| 08             | Pokłońcie się najgrubszemu           | The Heart of a Fat Dog         |
|                |                                      |                                |
| 09             | Potęga reklamy                       | Superboots                     |
|                |                                      |                                |
| 10             | Odwet grubego psa                    | Fat Dog Strikes Back           |
|                |                                      |                                |
| 11             | W dół do środka Ziemi                | Four Feet Deep                 |
|                |                                      |                                |
| 12             | Obywatel X                           | Citizen X                      |
|                |                                      |                                |
| 13             | Mały, wielki robot                   | Built Free                     |
|                |                                      |                                |
| 14             | Polowanie na Mendozę                 | Substitute Fat Dog             |
|                |                                      |                                |
| 15             | Kaskader Mendoza                     | Hot Dog Mendoza                |
|                |                                      |                                |
| 16             | Weekend światowej destrukcji         | World Destruction Weekend      |
|                |                                      |                                |
| 17             | Klątwa                               | Curses Fat Dog                 |
|                |                                      |                                |
| 18             | Duchy toru 13                        | The Ghost of Lane 13           |
|                |                                      |                                |
| 19             | Sprzedawać, sprzedawać, sprzedawać   | Sell, Sell, Sell               |
|                |                                      |                                |
| 20             | Zatopieni bohaterowie                | Sunken Heroes                  |
|                |                                      |                                |
| 21             | Lekcja z grubym psem                 | Exposing Fat Dog               |
|                |                                      |                                |
| 22             | Nie wstrzymuj oddechu                | Don’t Hold Your Breath         |
|                |                                      |                                |
| 23             | Wielki gruby pies                    | Big Fat Dog                    |
|                |                                      |                                |
| 24             | Dobry, zły i leniwy                  | The Good, the Bad and the Lazy |
|                |                                      |                                |
| 25             | Jak gruby pies uratował miasteczko X | The Day Fat Dog Stood Still    |
|                |                                      |                                |
| 26             | Pomyłka mamusi                       | Mom’s Mistake                  |
|                |                                      |                                |